# Agnaldo Cordeiro Pereira
Agnaldo Cordeiro Pereira (* 25. Januar 1975 in Paranacity) ist ein ehemaliger brasilianischer Fußballspieler.

## Karriere
Seine Karriere begann er 1993 beim Londrina EC, wo er ein Jahr zuvor bereits in den Jugendkader aufgenommen wurde. Von 1995 bis 2000 stand er bei den Vereinen RSC Anderlecht, América FC, EC Vitória, SC Corinthians und Grêmio FBPA unter Vertrag. Seine nächste Station war 2002 der Fluminense FC, wo er bis 2002 unter Vertrag stand.
2003 stand er beim bulgarischen Verein ZSKA Sofia und dem südkoreanischen Verein FC Anyang für jeweils sechs Monate unter Vertrag.
In den Jahren von 2004 bis 2007 stand er jeweils für ein Jahr bei den Vereinen Fortaleza FC, Brasiliense FC, Nacional AC (PR) und sechs Monate bei CN Marcílio Dias unter Vertrag. 
Zum Jahresbeginn 2008 beendete Pereira seine Karriere, nachdem er die zweite Jahreshälfte bei Nacional AC (Patos) verpflichtet war.

## Erfolge
Vitória
- Copa do Nordeste: 1997

Grêmio
- Copa Sul: 1999